# Sumario del despensero

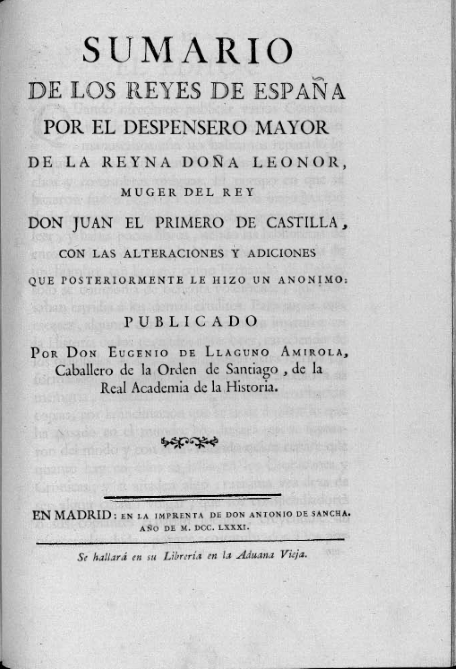
Portada de la edición de 1782 que contiene el Sumario del Despensero

El Sumario del despensero  es una crónica, de autor desconocido, que contenía noticias sobre los más destacados sucesos hispánicos desde el reinado de Pelayo (s.  VIII) hasta el año 1406 durante los primeros años del reinado de Enrique III de Castilla (s. XV). 

## Autoría
El Sumario ha sido atribuido sin pruebas sólidas a Juan Rodríguez de Cuenca. El autor se identifica como despensero de la reina Leonor de Aragón (m. 1382), esposa del rey Juan I (1379~1390). La supuesta afinidad con el pueblo hebreo que se desprende de la crónica ha llevado a varios estudiosos a especular con la posibilidad de que el autor fuera judío. Algunos eruditos de los siglos XVII y XVIII afirmaron haber visto una primera copia impresa del Sumario, que podría contener el nombre del autor y otros detalles importantes. Pero este libro nunca se ha recuperado y su existencia es dudosa. Por lo tanto, el autor sigue siendo desconocido.

## Descripción
El texto fue publicado por Eugenio de Llaguno y Amírola en 1781, sobre la base de cuatro manuscritos  de  los  cuales  sólo  uno  está  completo.  En  la  actualidad,  se  han identificado trece manuscritos. La  mayoría  de ellos,  sobre  todo  los  más antiguos,  escritos  durante  el  reinado  de Juan II. Posteriormente El Sumario del Despensero sufrió diversas alteraciones. En la primera, denominada Refundición del Sumario del despensero, el texto fue refundido durante el reinado de Enrique IV de Castilla (1454-1474), muy probablemente en la época de la guerra civil entre el rey legítimo y los partidarios de su hermanastro Alfonso de Castilla (1465-1468). El segundo cambio, se produjo durante el reinado de Reyes Católicos, en el que  el texto original del Sumario se amplió cronológicamente hasta el año 1476, incorporando datos relativos a la sucesión de Isabel I y a la guerra de los Reyes Católicos contra Alfonso V de Portugal  en  un  manuscrito  realizado  al parecer,  por  Pedro  Núñez  de  Osma  para crear una compilación dirigida a la formación de Lope Vázquez de Acuña. Este manuscrito, conservado en la Biblioteca Nacional de Madrid, contiene también el texto de una traducción de  los Libros  de  los  Macabeos y  el  de  una Suma, conocida  como el  Deseo Virtuoso, que es sin duda más antigua que los dos textos circundantes.